# Optofarmakológia
Az optofarmakológia jelenleg az úgynevezett „uncaging” technológián alapul: 
A kezelendő sejt- vagy szövetmintákhoz inaktív formában hozzáadott hatóanyag egy fényre hasadó védőcsoportot tartalmaz, így megfelelő megvilágítással az aktív hatóanyag időben és térben jól irányíthatóan felszabadítható. Az optogenetikával összehasonlítva az optofarmakológia egyelőre kisebb jelentőségű, pedig nyilvánvaló előnye, hogy esetében nincs szükség a minta genetikai módosítására. Hátránya azonban, hogy az inaktív hatóanyagot magas koncentrációban kell alkalmazni, a telítési koncentráció többszörösét kell a mintához adni, ami nem kívánt szisztémás mellékhatásokhoz vezet. További korlát, hogy a kiváltott hatás az aktivált hatóanyag diffúziója miatt csak igen rövid ideig tart (ezredmásodperces nagyságrendű), így csak idegtudományi vizsgálatokban terjedt el az „uncaging” módszer alkalmazása, ahol ilyen gyors és rövidéletű koncentrációváltozások fiziológiásan relevánsak. 
A közelmúltban kidolgozott új optofarmakológiai technológiát molekuláris tetoválásnak nevezték el.
A molekuláris tetoválás esetében nem kell számolni az optogenetika és az „uncaging” technikai korlátaival, az eljárás pedig mindemellett a legtöbb felhasználási területen könnyen alkalmazható.
A molekuláris tetoválás során alkalmazott hatóanyag koncentráció igen alacsony (jóval a hatóanyag kötési állandója alatti), a besugárzott területen azonban az összes célfehérje telíthető ismételt fotoaktiválási ciklusokkal, ami erős, hosszan tartó lokális hatást eredményez, viszont a mintában a besugárzási területen kívül nem alakul ki nem kívánt mellékhatás. Mindez lehetővé teszi alkalmazását bármilyen szervrendszeri, egyedfejlődési, jelátviteli folyamat vizsgálatában a korábbi optofarmakológiai módszerekkel ellentétben. Ezenkívül komolyabb perspektívát nyújt a gyógyszerkutatásban is, hiszen nincs szükség genetikai módosításra.